# Ignatij (Grigorjev)
Ignatij (světským jménem: Ilja Nikolajevič Grigorjev; * 13. července 1967, Chormaly) je ruský duchovní Ruské pravoslavné církve, emeritní biskup gurjevský a vikář kemerovské eparchie.

## Život
Narodil se 13. července 1967 ve vesnici Chormaly Čuvašské republiky.
Po střední škole nastoupil na povinnou vojenskou službu. Po demobilizaci nastoupil na Leningradský duchovní seminář a poté pokračoval ve studiu na Leningradské duchovní akademii. Dne 28. srpna 1992 byl biskupem Proklem (Chazovem) rukopoložen na diákona a následující den na jereje. Stal se představeným chrámu Seslání Ducha Svatého v Uljanovsku. Po dokončení studia akademii byl přijat na fakultu ekonomie Petrohradské technické univerzity.
Dne 19. března 1999 přijal mnišský postřih s mnišským jménem Ignatij na počest svatého Ignatija (Brjančaninova).
Od 23. srpna 2012 byl členem církevního soudu simbirské eparchie. Dne 22. prosince 2014 byl jmenován představeným chrámu svatého Vladimíra v Uljanovsku. Byla mu svěřena stavba monastýru na území chrámu. 
Dne 13. července 2015 přešel do kléru kazaňské eparchie. Zde se stal představeným Archijerejského podvorje svatého Cyrila Kazaňského v Kazani, zároveň vykonával funkci blagočinného Kazaňského blahočiní (okruhu). Dne 7. dubna 2017 byl povýšen na archimandritu.
Dne 30. května 2019 jej Svatý synod zvolil biskupem čistopolským a nižněkamským. Biskupská chirotonie proběhla 7. července v Koněvském monastýru na Ladožském jezeře. Hlavním světitelem byl patriarcha moskevský a celé Rusi Kirill. Dne 13. dubna 2021 byl převeden do funkce biskupa gurjevského a vikáře kemerovské eparchie.
Dne 25. srpna 2022 byl Svatým synodem penzionován a jako místo pobytu mu byla určena Trojicko-sergijevská lávra.